# Kasigluk
Kasigluk és una concentració de població designada pel cens dels Estats Units a l'estat d'Alaska. Segons el cens del 2000 tenia 543 habitants.

## Demografia
Segons el cens del 2000, Kasigluk tenia 543 habitants, 101 habitatges, i 91 famílies La densitat de població era de 17,2 habitants/km².
Dels 101 habitatges en un 72,3% hi vivien nens de menys de 18 anys, en un 67,3% hi vivien parelles casades, en un 15,8% dones solteres, i en un 9,9% no eren unitats familiars. En el 9,9% dels habitatges hi vivien persones soles l'1% de les quals corresponia a persones de 65 anys o més que vivien soles. El nombre mitjà de persones vivint en cada habitatge era de 5,38 i el nombre mitjà de persones que vivien en cada família era de 5,81.
Per edats la població es repartia de la següent manera: un 46,6% tenia menys de 18 anys, un 9,6% entre 18 i 24, un 26,3% entre 25 i 44, un 11,8% de 45 a 60 i un 5,7% 65 anys o més.
L'edat mediana era de 21 anys. Per cada 100 dones hi havia 98,9 homes. Per cada 100 dones de 18 o més anys hi havia 98,6 homes.
La renda mediana per habitatge era de 31.500 $ i la renda mediana per família de 33.750 $. Els homes tenien una renda mediana de 16.667 $ mentre que les dones 18.750 $. La renda per capita de la població era de 7.194 $. Aproximadament el 18,9% de les famílies i el 22,8% de la població estaven per davall del llindar de pobresa.

## Poblacions properes
El següent diagrama mostra les poblacions més properes.